# (74103) 1998 QP31
(74103) 1998 QP31 – planetoida z pasa głównego asteroid okrążająca Słońce w ciągu 3,51 lat w średniej odległości 2,31 j.a. Odkryta 17 sierpnia 1998 roku.